# Olena Jurkowska
Olena Jurijiwna Jurkowska (ukrainisch Олена Юріївна Юрковська; geboren am 27. September 1983 in Kolomyja Oblast Iwano-Frankiwsk) ist eine ukrainische Behindertensportlerin im Bereich des nordischen Skisports. Sie ist mehrfache Gewinnerin von Weltmeisterschaften im Skilanglauf und Biathlon und war Leiterin der paralympischen Nationalmannschaft der Ukraine.

## Leben und Wirken

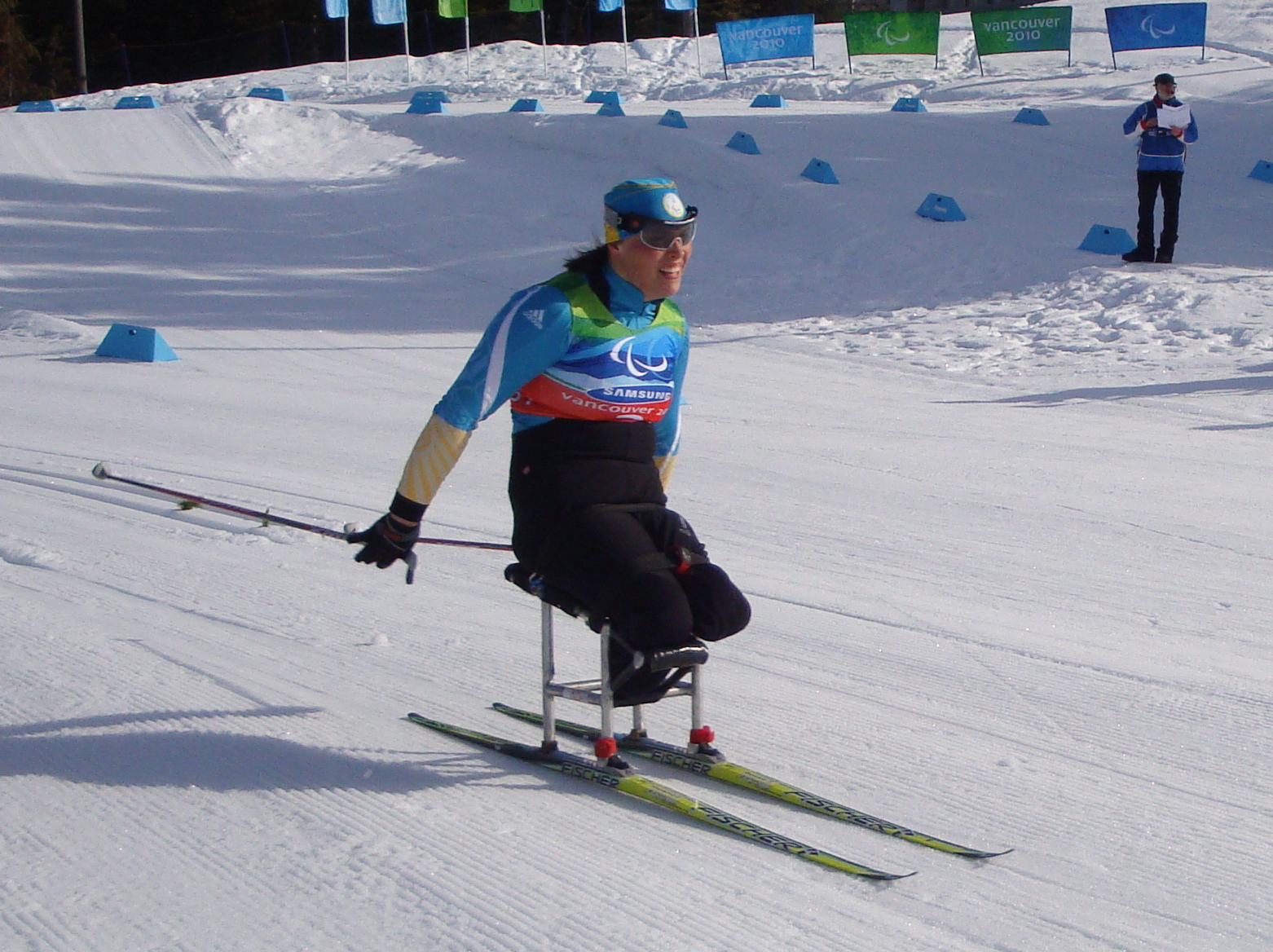
Paralympische Winterspiele 2010

Olena Jurkowska wurden im Alter von drei Jahren aufgrund einer Krankheit beide Beine amputiert. Als sie 1 Jahre alt wurde, begann sie Sitzvolleyball zu spielen und nahm 1998 an der ukrainischen Volleyballmeisterschaft teil, wo ihre Mannschaft den 3. Platz belegte. Bei der ukrainischen Tischtennismeisterschaft gewann sie den 3. Platz. 1999 nahm sie an der ukrainischen Meisterschaft im Sitzvolleyball teil, dort belegte die Mannschaft den 2. Platz. Bei der ukrainischen Meisterschaft im Tischtennis erlangte sie den 3. Platz. Im selben Jahr nahm sie am Festival der jungen sitzenden Volleyballspieler teil, das in den Niederlanden stattfand. Dort gewann die ukrainische Mannschaft den 1. Platz.
Im Dezember 2000 begann sie mit dem Wintersport: Skifahren und Biathlon. Bereits im Jahr 2001 nahm sie an zwei Etappen des Weltcups im Langlauf in Schweden teil und belegte den 7. Platz und in den USA den 8. und 2. Platz.
2002 gewann sie bei den Winter-Paralympics 2002 in Salt Lake City die Silbermedaille in der 7,5-Kilometer-Disziplin Biathlon und dreimal Bronze in den Disziplinen: Skirennen 2,5 Kilometer Distanz, Skirennen 5 Kilometer Distanz, Skirennen 10 Kilometer Distanz.
Olena ist weiterhin im Sitzvolleyball aktiv gewesen und wechselte jeweils nach Saison in den Disziplinen. Als Mitglied der Sitzvolleyballmannschaft belegte Olena bei den Paralympischen Spielen 2004 in Athen den 5. Platz.
2014 gewann sie bei den XI Paralympischen Winterspielen in Sotschi eine Silbermedaille in der Disziplin Langlauf (offene Staffel 4 × 2,5 Kilometer) mit einem Ergebnis von 25 Minuten 17,90 Sekunden; 2 Bronze-Auszeichnungen in den Disziplinen: Einzelrennen über eine kurze Distanz von 6 Kilometern (Biathlon) mit einem Ergebnis von 19 Minuten 39,60 Sekunden, Einzelrennen über eine lange Distanz von 12,5 Kilometern (Biathlon) mit einem Ergebnis von 41 Minuten 30,80 Sekunden.
Während der Paralympischen Spiele in Turin wurde Olena Jurkowska als beste Athletin der IX. Paralympischen Spiele mit einer besonderen Goldmedaille ausgezeichnet.
Im April 2006 wurde Olena die Auszeichnung „Frau des dritten Jahrtausends“ verliehen. Sie bekam von der Ukraine daraufhin für ihre sportlichen Erfolge bei den Paralympischen Winterspielen als eine der besten Athletin der IX. Paralympischen Winterspiele in Turin, den Titel „Held der Ukraine“ mit dem Orden des Goldenen Sterns.
In der nächsten vorparalympischen Nebensaison ist Jurkowska zweifache Silbermedaillengewinnerin der Weltmeisterschaft 2007 im Langlauf; mehrfacher Biathlonmeister und zweifacher Silber- und mehrfacher Bronzemedaillengewinner bei den Weltcup-Skirennen 2008. Meister und Silbermedaillengewinner im Skilanglauf und Meister und Silbermedaillengewinner im Biathlon beim Weltcup 2009 in Susseen (Norwegen). Meister (Sprint) und zweifacher Silbermedaillengewinner (Langstrecke, Mittelstrecke) im Skilanglauf und zweifacher Biathlon-Sieger (Verfolgungsrennen, Langstrecke) bei den Weltmeisterschaften im Langlauf und Biathlon 2009 in Vuokatti (Finnland). Meister (Langdistanz) und Silbermedaillengewinner (7,5 km) im Biathlon und Bronzemedaillengewinner im Skilanglauf beim Weltcup-Finale 2009 in Mount Washington (Kanada),
2010 gewann sie bei den Paralympischen Winterspielen in Vancouver eine Goldmedaille in der Disziplin Verfolgungsrennen über die Distanz von 2,4 Kilometern (Biathlon) mit einem Ergebnis von 9 Minuten 55,05 Sekunden. Drei Silbermedaillen gewann sie in den Disziplinen: Einzelrennen über eine lange Distanz von 10 Kilometern (Biathlon) mit einem Ergebnis von 39 Minuten 07.80 Sekunden, Skirennen über eine Distanz von 1 Kilometer (Sprint) mit einem Ergebnis von 3 Minuten 00.00 Sekunden, Skirennen (3 × 2,5 Kilometer) mit einem Ergebnis von 20 Minuten 42,70 Sekunden. Eine Bronzemedaille in der Disziplin Langlauf auf einer Distanz von 10 Kilometern mit einem Ergebnis von 32 Minuten 43,05 Sekunden.
2014 gewann sie bei den Paralympischen Winterspielen in Sotschi die Silbermedaille in der Disziplin Langlauf (offene Staffel 4 × 2,5 Kilometer) mit einem Ergebnis von 25 Minuten 17,90 Sekunden und 2 Bronzemedaillen in den Disziplinen: Einzelrennen über eine kurze Distanz von 6 Kilometern (Biathlon) mit einem Ergebnis von 19 Minuten 39,60 Sekunden, Einzelrennen über eine lange Distanz von 12,5 Kilometern (Biathlon) mit einem Ergebnis von 41 Minuten 30,80 Sekunden. Olena Jurkowska führte die ukrainische Mannschaft im Biathlon an.
Sie wurde insgesamt dreimal mit dem Orden der Prinzessin Olga ausgezeichnet.

## Auszeichnungen (Auswahl)
- 2002/2010/2014: Orden der Prinzessin Olga
- 2009: Auszeichnung mit dem Ehrentitel Held der Ukraine
- 2013: Ehrenmeisters des Sports in der Ukraine